# Parapheromia interbrunnea
Parapheromia interbrunnea là một loài bướm đêm trong họ Geometridae.